# 石川 (大阪府)
石川（いしかわ）は、大阪府南東部を流れる大和川水系の一級河川。

## 概要

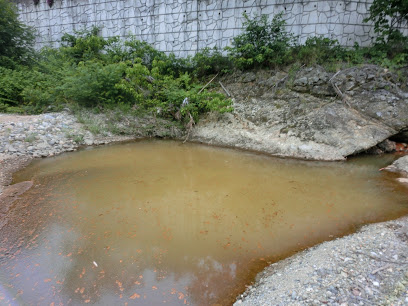
石川流域で自噴している長野温泉の様子。写真の物は富田林市横山・河内長野市汐ノ宮流域で湧出している物である。

大阪府河内長野市大字滝畑の南西、和歌山県境に位置する蔵王峠北寄りに発する。この辺りでは蔵王谷とも呼ばれる。いくつもの滝を経つつ後光滝谷、千石谷などを合わせ、やがて滝畑ダムに至る。

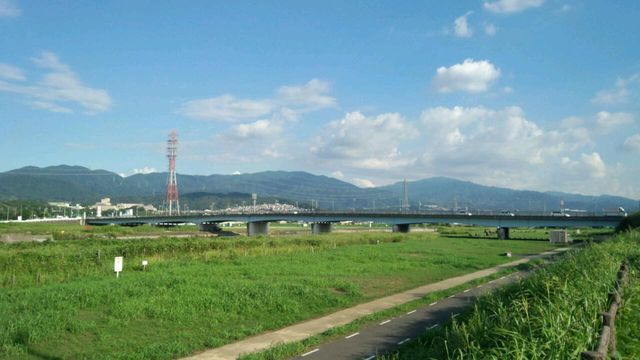
富田林市内の石川河川敷の様子

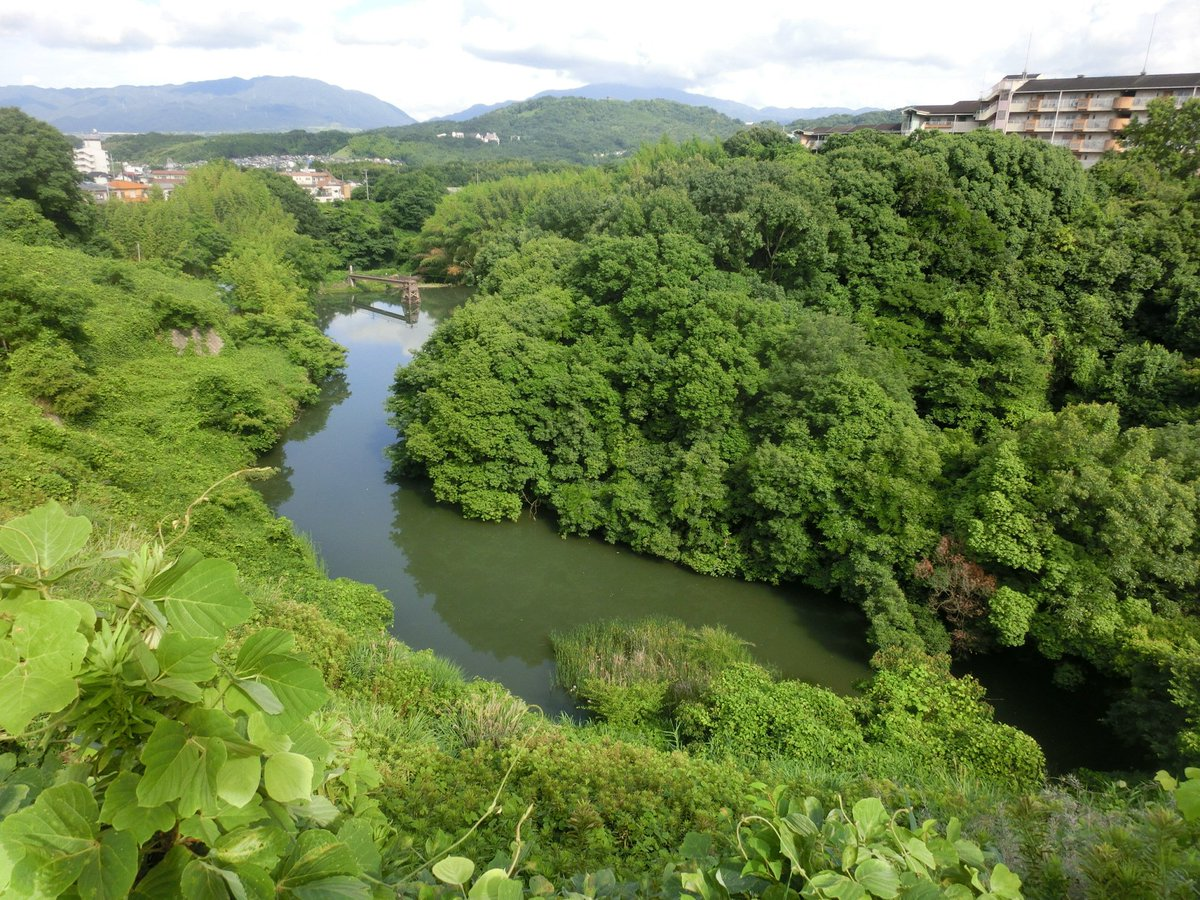
石川支流である細谷川(細谷池)の様子。おおよそ20万年前までは石川の本流はここを通り天野川と合流していたとされている。

ここからおおむね東流し、河内長野市街中心部で天見川・加賀田川・石見川が合流、これより北流に移行する。富田林市、羽曳野市、藤井寺市の東部を流れつつ、富田林市で千早赤阪村からの千早川を、羽曳野市で河南町からの梅川、南河内郡太子町からの飛鳥川を合わせ、藤井寺市と柏原市の市境で大和川に注ぐ。
流域には長野温泉が自噴しており戦前までは東高野街道沿いに宿場町や旅館が点在していた。
毎年8月1日は、富田林市および羽曳野市域の堤防・河川敷が「教祖祭PL花火芸術」の見物人で溢れる。遮る建物が周囲に少ないため、よい見物場所となっている。
河川敷は、自転車・歩行者専用のサイクルロード（南河内サイクルライン）が整備されており、地域住人の健康増進の一翼を担っている。
管理は大和川合流点から石川橋（堺大和高田線）下流端までの約0.8kmが国土交通省直轄（大和川河川事務所管轄）、石川橋より上流、出合橋（河内長野市大字滝畑）までの約29.9kmは大阪府（富田林土木事務所および八尾土木事務所管轄）となっている。

## 地質学
約1300万年前頃、流域沿いにおいて瀬戸内火山帯の活動により二上山や嶽山と同じ安山岩の露頭(汐ノ宮火山岩)が生成されており、当時には既に石川の元となる河川が存在したとされている。
約100万年前までは現在の流れとは違っており、河内長野市の北西部から現在の天野川下流部を通る流れであった。100万年前～20万年前に六甲変動の影響で羽曳野丘陵が隆起し、大阪狭山市天野川との河川争奪が発生し現在の流れになった。元の流れは細谷川・細谷池という石川の支流として現存している。
同じく羽曳野丘陵の隆起と河川争奪の影響で河岸段丘が生成されるようになり、流域上の富田林市・河内長野市では特に顕著に見られる事から段丘地形を利用した集落が作られた。また現在の街並みにも大きく影響している。。
流域沿いには塩化ナトリウム・溶存鉄を多く含む長野温泉が自噴している。温泉内に含まれるヘリウム同位体の分析により、およそ700万年前にフィリピン海プレートの沈み込みに巻き込まれた海水(深部流体)が起源である事が判明している。
支流も含めた流域に、領家帯花崗岩・和泉層群・二上層群・大阪層群といった多種多様な地層が存在する。このため河原の石にも特徴が表れ非常にバリエーションに富んでいるとされている。

## 歴史
- 1649年(慶安２年)、寺々池が造られ、河内長野市北部に寺々池を水源とした水路が作られ始める。[14]
- 1704年（宝永元年）、大和川との合流点付近で、大和川を北方向から西方向へ向きを変える付け替えを行った（大和川付替え）。
- 1928年（昭和3年）に架橋された玉手橋は、2001年（平成13年）に吊り橋としては全国で初の国の登録有形文化財に登録された。
- 1981年(昭和56年)に河内長野市滝畑流域に滝畑ダムが竣工した。
- 1989年(平成元年)、金剛大橋流域で約100万年前の地層からアケボノゾウの足跡化石が発見された。[7][15]

## 流域
大阪府
河内長野市、富田林市、南河内郡河南町、羽曳野市、柏原市、藤井寺市

### 主な支流
自治体名は流域。
- 天見川 - 河内長野市
- 加賀田川-河内長野市
- 石見川-河内長野市
- 佐備川 - 富田林市
- 細谷川-富田林市
- 千早川 - 南河内郡千早赤阪村、同郡河南町、富田林市
- 梅川　- 南河内郡河南町、同郡太子町
- 飛鳥川 - 南河内郡太子町、羽曳野市

### 主な貯水池
- 滝畑ダム
- 寺ヶ池
- 灰原池

## 平行する交通

### 鉄道
- 近鉄長野線（河内長野駅～古市駅間）
- 近鉄南大阪線（古市駅～道明寺駅間）
- 近鉄道明寺線（道明寺駅～柏原駅間）

### 道路
- 南河内サイクルライン（富田林市・川西大橋以北）
- 国道170号（河内長野市街以北）
- 大阪府道218号河内長野かつらぎ線
- 大阪府道・和歌山県道61号堺かつらぎ線（滝畑ダムより上流）